# Gustavo Ross Arnello
Gustavo Ross Arnello (Santiago de Chile, 1954) es un pintor chileno. Ha desarrollado su obra pintando la naturaleza y los objetos de acuerdo a la manera en que los rompe la luz del sol.
Su búsqueda de lenguajes pictóricos evita lo anecdótico y lo literal. 
Su primer aprendizaje fue clásico para luego desarrollar una pintura con tendencia a la abstracción, que finalmente desemboca en el expresionismo. 
Su pintura actual ha evolucionado hacia la observación analítica y el uso del óleo como medio pictórico lo más fluido posible. Para esto, son fundamentales el tratamiento de luz y del color, así como el empaste, la mancha o la veladura. Su obra, aun cuando nace desde la razón, se define finalmente en la emoción.
Ha expuesto y publicado en, por ejemplo, la Bernheim Gallery: Cinco Pintores Chilenos: Banderas – Campuzano – Chiuminatto – Gómez - Ross, con textos de Margarita Schultz en Panamá, 1993. Además, es Arquitecto titulado de la Universidad de Chile.

## Historia
En 1972 él comienza a estudiar dibujo y pintura en el taller de Miguel Venegas C. Al año siguiente ingresa a la Universidad de Chile, donde se titula de arquitecto. En 1981 viaja a Europa a profundizar sus conocimientos de arte. En paralelo a su actividad de pinto, desde 1980 dirige talleres y cursos artísticos hasta el día de hoy.

## Exposiciones Colectivas
- 1978 Instituto Cultural de Providencia, Taller de Miguel Venegas. Santiago, Chile
- 1980 Instituto Cultural de Providencia. Santiago, Chile
- 1981 Arte Joven, Instituto Cultural de Las Condes. Santiago, Chile
- 1981 Instituto Cultural de Las Condes, El Caballo en el Arte. Santiago, Chile
- 1981 Instituto Cultural de Providencia, Pintando Providencia, segundo premio. Santiago, Chile
- 1983 Mural colectivo, Casa del Arte Eidophon. Santiago, Chile
- 1984 Agrandando el Círculo, Galería Plástica Nueva. Santiago, Chile
- 1985 Lazo y Ross, Museo Gabriel González Videla. La Serena, Chile
- 1985 Mujer, Sueño y Realidad, Museo Nacional de Bellas Artes. Santiago, Chile
- 1987 Concurso de Pintura Estimulemos el Arte, Premio Guillermo Winter, Centro Casaverde. Santiago, Chile
- 1987 Club Palestino, Palestina vista por Chile, tercer premio. Santiago, Chile
- 1988 Galería Plástica Nueva, Agrandando el Círculo. Santiago, Chile
- 1989 Museo Gabriel González Videla, Lazo y Ross. La Serena, Chile
- 1989 Museo Nacional de Bellas Artes, Mujer, Sueño y Realidad. Santiago, Chile
- 1992 La Cama, Galería Plástica Nueva, San Francisco. Santiago, Chile
- 1992 Figuras y Animales, Sala Instituto Cultural de Renca. Santiago, Chile
- 1993 Cinco Pintores Chilenos, Bernheim Gallery, Ciudad de Panamá, Panamá
- 1994 El Caballo en Chile, Instituto Cultural de Las Condes, Santiago, Chile
- 1998 Segundo Concurso de Pintura, El Arte en el Mundo del Café, Galería de Arte Isabel Aninat. Santiago, Chile
- 1998 Galería Isabel Aninat, Arquitectos Pintores. Santiago, Chile
- 1999 Galería Old Prints, Pintores en las Termas de Chillán. Santiago, Chile
- 1999 Galería Marlborough, La Naturaleza Muerta. Santiago, Chile
- 2000 Galería Cecilia Palma, Autorretratos, 100 Artistas Chilenos. Santiago, Chile
- 2000 Galería La Sala- Parque Arauco, En Torno al Cuadro. Santiago, Chile
- 2002 Exposición de Discípulos y Alumnos del Maestro don Miguel Venegas Cifuentes, Corporación Cultural de Vitacura, Casas de Lo Matta. Santiago, Chile
- 2004 	Centro de Extensión Universidad Católica, Paisajes Realistas. Santiago, Chile
- 2005 Museo Casas de Lo Matta, Paisajes de Huilo-Huilo. Santiago, Chile
- 2006 Museo Rally, Arte y Vino. Santiago, Chile
- 2006 Museo Casas de Lo Matta, 4° Encuentro de Pintores. Santiago, Chile
- 2006 Instituto Chileno-Norteamericano, 4°Encuentro Pintores. Concepción, Chile
- 2007 Museo Regional de Magallanes, Pintando la Patagonia. Punta Arenas, Chile
- 2007 Exposición Itinerante: Centro Cultural Estación de Puerto Varas, Chile
- 2007 Museo de Artes Visuales Surazo, Osorno. Corp. Cultural de las Condes, Santiago, Chile
- 2007 Centro Cultural Borges de Buenos Aires, Buenos Aires, Argentina
- 2009 Museo Regional de Magallanes, Pintando la Patagonia. Punta Arenas, Chile
- 2009 Exposición Itinerante: Galería Bosque Nativo, Puerto Varas, Chile
- 2009 Pinacoteca Universidad de Concepción, Inst. Cultural de Providencia, Santiago
- 2010 Instituto Cultural de Providencia, 70 artistas en 70 años, Santiago